# Andarinos
Gli andarinos sono una specialità di pasta artigianale esclusivamente realizzata a mano, autentica testimonianza di una tradizione contadina che affonda le radici nella storia più antica della Sardegna.

## Storia[1][2][3]
La loro origine è incerta, ma in assenza di ulteriori elementi è lecito supporre che si tratti di una tradizione nata in Sardegna. L'isola è stata una grande produttrice ed esportatrice di pasta fin dai tempi delle dominazioni genovese e pisana e continuò ad esserlo anche successivamente in seguito alla conquista spagnola. Le mete della pasta sarda erano soprattutto i porti catalani e quelli di Genova e Pisa, ne rimangono tracce nel basso Piemonte, a Ovada, dove ancora oggi vengono preparati gli “andarini”, descritti come una sorta di piccoli gnocchi o piccole trofie, che vengono serviti in brodo in occasione delle festività pasquali.
La prima testimonianza scritta dell'esistenza degli andarinos si deve nel XVII secolo al “visitatore reale” Martin Carrillo, inviato in Sardegna dal re Filippo III di Spagna affinché riferisse circa le situazioni socio-economiche e giudiziarie dell'Isola. Nella sua relazione, redatta a Barcellona nel 1612,  si legge il resoconto di un pranzo offerto dal dottor Antiogo Marcello di Mamoiada, nel quale vennero serviti tra le tante pietanze anche “los andarines”.
All'inizio del XVIII secolo, il padre domenicano Jean-Baptiste Labat indicò gli “andarini”  tra le paste artigianali prodotte dalle donne sarde. Nella sua relazione, il religioso si soffermò ironicamente sul fatto che la lavorazione manuale della pasta artigianale, non richiedendo una grande attenzione, non impedisse alle donne di chiacchierare tra di loro, un esercizio, definito dal padre Labat, “comune  a tutto il gentil sesso”.
Li troviamo poi citati come “andarinus”  nel vocabolario sardo-italiano di Giovanni Spano, stampato del 1851-52, indicati come “specie di minestra che fanno le donne coi pezzetti di pasta compressi nel crivello”.
Intorno alla fine del secolo scorso erano rimaste poche testimonianze dell'esistenza degli andarinos, lasciate alle mani sapienti di poche anziane donne rimaste depositarie di questa antica manualità, le quali, tramandandone  la memoria li hanno tenuti in vita solo nel paese di Usini, mentre risultano scomparsi nel resto della Sardegna. Erano, queste donne, le eredi dell'antica tradizione contadina, di quel prezioso lavoro femminile e domestico legato più che altro alla panificazione, e rispetto al quale la produzione della pasta era una conseguenza diretta della manipolazione delle farine e delle semole utilizzate per la preparazione del pane.
La pasta confezionata in casa era un alimento tanto prezioso da essere consumato nei momenti festivi in famiglia (domeniche, feste patronali, Natale, Pasqua) oppure collettivamente  in occasione dei matrimoni o delle feste campestri.
A partire dal 2000 la Pro Loco di Usini ha riscoperto e rivalutato questa pasta artigianale, riproponendola e facendola conoscere attraverso l'edizione di una sagra di consolidato successo, giunta, nel 2015, alla sua sedicesima edizione. La manifestazione “Andarinos de Usini” ha costituito un importante volano per la rivalutazione di questa tipologia di pasta, tanto che si sono moltiplicate le persone, anche tra le più giovani, che ne hanno appreso la tecnica di lavorazione, per cui si può affermare con soddisfazione il successo e l'efficacia di un'operazione di salvaguardia di questo prodotto alimentare unico nel suo genere, le cui forme e sapori possono definirsi distanti anni luce dall'omologazione delle paste di realizzazione industriale.
Poiché nulla è stato finora fatto per favorire la produzione meccanica di questo tipo di pasta, gli andarinos vengono ancora oggi preparati rigorosamente a mano, con l'antica e sempiterna tecnica di lavorazione che prevede la formazione di un impasto di semola di grano duro e acqua con l'aggiunta del sale. Il composto così ottenuto, elastico e omogeneo,  viene assottigliato e poi  frammentato in listelli di tre o quattro centimetri, i quali vengono premuti su una superficie rigata e fatti roteare con tre o quattro movimenti rapidi e calibrati del polpastrello, che conferiscono al prodotto finale una forma elicoidale, simile ad un piccolo fusillo o alla trofia genovese. A differenza di queste ultime tipologie di pasta, gli andarinos sono decorati dalle rigature a rilievo, ottenute grazie alla pressione esercitata sulla superficie di un vetro rigato o di un “chiliru” di giunco o di asfodelo. Ancora oggi, terminata la fase della lavorazione, la pasta fresca viene essiccata, esponendola al sole per alcune ore, stesa sui “canistreddos”. Gli andarinos essiccati si devono poi cuocere per venti minuti in acqua salata e si condiscono con un “ghisadu” di carni miste (pecora, manzo e maiale) e con una grattata di pecorino sardo.